# هايبرجريف
هايبرجريف (الصينية: 鹰角网络، والمعروفة أيضًا باسم شركة شنغهاي إيجل هورن لتكنولوجيا الشبكة المحدودة.) هي شركة ألعاب فيديو صينية تأسست في عام 2017 ومعروفة بصنع لعبة الفيديو الشهيرة آرنايتس. تم إطلاق قسمهم الدولي، جريفلين، في عام 2022 ويعمل في سنغافورة واليابان لنشر وتوزيع عناوينهم المستقبلية الخاصة بهم.

## وحدات العمل
تمتلك الشركة أربع شركات هي استوديو الجبل، وستوديو نوس ويف، وستوديو ماونتن كونتور، وأعمال الرسوم المتحركة الداخلية الخاصة بها الجاذبية حسنا.

## قائمة الألعاب
| عنوان            | تاريخ الافراج عنه                                                                                                   | منصة                                                           |
| ---------------- | --- | -------------------------------------------------------------- |
| آرنايتس          | - سي إن إن : 1 مايو 2019 - اليابان / كوريا الجنوبية : 15 يناير 2020 - WW : 16 يناير 2020 - الثلاثاء : 29 يونيو 2020 | - ذكري المظهر - دائرة الرقابة الداخلية                         |
| آرنايتس: إندفيلد | سيتم تحديده لاحقًا                                                                                                   | - ذكري المظهر - دائرة الرقابة الداخلية - شبابيك - بلاي ستيشن 5 |
| السابق أستريس    | سيتم تحديده لاحقًا                                                                                                   | - ذكري المظهر - دائرة الرقابة الداخلية                         |
| بوبوكوم          | سيتم تحديده لاحقًا                                                                                                   | - شبابيك - بلاي ستيشن 4 - بلاي ستيشن 5                         |

## روابط خارجية
- الموقع الرسمي

- موقع جريفلين